# Selago magnakarooica
Selago magnakarooica är en flenörtsväxtart som beskrevs av O.M. Hilliard. Selago magnakarooica ingår i släktet Selago och familjen flenörtsväxter. Inga underarter finns listade i Catalogue of Life.